# Jandy Nelson
Jandy Nelson (New York, 25 novembre 1965) è una scrittrice statunitense.

## Biografia
Nata nel 1965 a New York, vive e lavora a San Francisco.
Ha studiato scrittura creativa e letteratura alla Cornell University, poesia all'Università Brown e letteratura per l'infanzia al Vermont College of Fine Arts.
Dopo aver lavorato per alcuni anni in un'agenzia letteraria, nel 2010 ha esordito nella narrativa per ragazzi con il romanzo The sky is everywhere.
Nel 2014 ha pubblicato la sua seconda opera, Ti darò il sole, vincendo il Michael L. Printz Award l'anno successivo.

## Opere

### Romanzi per ragazzi
- The Sky Is Everywhere (2010)
  - The sky is everywhere, Roma, Fazi, 2011 traduzione di Lucia Olivieri ISBN 978-88-6411-143-8.
  - Il cielo è ovunque, Milano, Rizzoli, 2017 traduzione di Lucia Olivieri ISBN 978-88-17-09681-2.
- Ti darò il sole (I'll Give You the Sun, 2014), Milano, Rizzoli, 2016  traduzione di Lia Celi ISBN 978-88-17-08740-7.

## Premi e riconoscimenti
- Michael L. Printz Award: 2015 vincitrice con Ti darò il sole
- Premio Mare di Libri: 2017 vincitrice con Ti darò il sole[6]